# COQ5
COQ5 (англ. Coenzyme Q5, methyltransferase) – білок, який кодується однойменним геном, розташованим у людей на 12-й хромосомі. Довжина поліпептидного ланцюга білка становить 327 амінокислот, а молекулярна маса — 37 140.
| 10         |  | 20         |  | 30         |  | 40         |  | 50         |
| ---------- |  | ---------- |  | ---------- |  | ---------- |  | ---------- |
| MAAPGSCALW |  | SYCGRGWSRA |  | MRGCQLLGLR |  | SSWPGDLLSA |  | RLLSQEKRAA |
| ETHFGFETVS |  | EEEKGGKVYQ |  | VFESVAKKYD |  | VMNDMMSLGI |  | HRVWKDLLLW |
| KMHPLPGTQL |  | LDVAGGTGDI |  | AFRFLNYVQS |  | QHQRKQKRQL |  | RAQQNLSWEE |
| IAKEYQNEED |  | SLGGSRVVVC |  | DINKEMLKVG |  | KQKALAQGYR |  | AGLAWVLGDA |
| EELPFDDDKF |  | DIYTIAFGIR |  | NVTHIDQALQ |  | EAHRVLKPGG |  | RFLCLEFSQV |
| NNPLISRLYD |  | LYSFQVIPVL |  | GEVIAGDWKS |  | YQYLVESIRR |  | FPSQEEFKDM |
| IEDAGFHKVT |  | YESLTSGIVA |  | IHSGFKL    |  |            |  |            |

A: Аланін

C: Цистеїн

D: Аспарагінова кислота

E: Глутамінова кислота

F: Фенілаланін

G: Гліцин

H: Гістидин

I: Ізолейцин

K: Лізин

L: Лейцин

M: Метіонін

N: Аспарагін

P: Пролін

Q: Глутамін

R: Аргінін

S: Серин

T: Треонін

V: Валін

W: Триптофан

Кодований геном білок за функціями належить до трансфераз, метилтрансфераз. 
Задіяний у такому біологічному процесі, як альтернативний сплайсинг. 
Білок має сайт для зв'язування з S-аденозил-L-метіоніном. 
Локалізований у мембрані, мітохондрії, внутрішній мембрані мітохондрії.